# Манджури
Манджурите ()  (манчу: ᠮᠠᠨᠵᡠ, Мьолендорф: manju; китайски: 滿洲, 滿族; пинин: Mǎnzhōu, Mǎnzú) са тунгуско-източноазиатски етнос, произхождащ от Манджурия в североизточна Азия. Те са официално признато етническо малцинство в Китай и са народът, от чието име произлиза наименованието „Манджурия“. Късната династия Дзин (1616–1636) и династия Цин (1636–1912) в Китай са основани и управлявани от манджурите, които са потомци на джурджените, по-рано основали династия Дзин (1115–1234) в Северен Китай.
Манджурите са най-голямото разклонение на тунгуските народи и са разпространени из цял Китай, като представляват четвъртата по големина етническа група в страната. Те се срещат в 31 административни региона на Китай, като провинция Ляонин има най-голямо манджурско население, а в Хъбей, Хъйлунцзян, Дзилин, Вътрешна Монголия и Пекин живеят над 100 000 манджури. Около половината от всички манджури живеят в Ляонин, а около една пета — в Хъбей. В Китай съществуват редица манджурски автономни окръзи, като Синбин, Сюян, Цинлун, Фъннин, Итун, Цинюен, Уейчан, Куанчън, Бенси, Куандян, Хуанджен, Фънчън, Бейджен и над 300 манджурски градове и селища. Манджурите са най-голямата етническа група в Китай, която няма собствен автономен регион.

## Етимология
„Манджу“ (манчу: ᠮᠠᠨᠵᡠ, Мьолендорф: manju, китайски: 滿洲) е прието като официално име на народа от император Хун Тайдзъ през 1635 г., заменяйки по-ранното название „джурджени“. Изглежда, че manju е стар термин, използван за джурджените от Дзянчжоу, въпреки че етимологията му не е добре изяснена. Китайските йероглифи, избрани за транскрипция на манджурското име, са 滿洲, които – подобно на знака за династия Цин (清) – съдържат водния компонент. Някои изследователи предполагат, че това е направено съзнателно, тъй като името на династията Мин (明), което означава „светъл“, символизира огъня, а водата угасява огъня.
В архива „Дзю Манджоу дан“ (Jiu Manzhou Dang), съдържащ документи от началото на XVII век, се среща най-ранната употреба на термина „манджу“. Въпреки това, действителната етимология на етническото име „манджу“ остава спорна. Според официалната историческа хроника на династия Цин – „Изследвания върху произхода на манджурите“ – името произлиза от бодхисатвата Манджушри. Император Циенлун също подкрепял тази теза и дори написал няколко стихотворения по темата.
Ученият от династия Цин Мен Сен също се съгласявал с това обяснение, но смятал, че името „манджу“ може да произлиза и от името на вожда на джурджените от Дзянчжоу – Ли Манджу (李滿住).
Друг изследовател, Чан Шан, предполага, че „манджу“ е сложна дума – „ман“ произлиза от думата „манга“ (ᠮᠠᠩᡤᠠ), която означава „силен“, а „джу“ (ᠵᡠ) означава „стрела“. Според тази хипотеза, „манджу“ означава „неустрашима стрела“.
Съществуват и други теории: етимологията на Дзянчжоу на Фу Синиен, етимологията на Манши на Джан Бинлин, хипотезата на Ичимура Санжиро за произхода на термините „Уцзи“ и „Мохе“, изследването на Сун Уънлян за етимологията на „Манджъ“, както и теорията за произхода от „река Мангу(н)“ и други.
Обширно етимологично изследване от 2022 г. допълнително подкрепя виждането, че „манджу“ е сродно с думи в други тунгуски езици, обозначаващи долното течение на река Амур, и може да бъде реконструирано до пратунгуска форма *mamgo – „долно течение на Амур, голяма река“.